# كسر جراف الطين
كسر جراف الطين أو كسر مجرفي الغضار (بالإنجليزية: Clay-shoveler fracture)‏، هو كسر مستقر يحدث عبر الناتئ الشوكي للفقرات العنقية السفلية أو الفقرات الصدرية العلوية، لكن عادةً ما يحدث في الفقرة العنقية السادسة (C6) أو السابعة (C7). يُعتقد أن آلية الإصابة تكون ثانوية بسبب شد العضلات وانعكاسها مع انتقال القوة عبر الأربطة فوق الشوكية. القوة الهائلة تشد الناتئ الشوكي مما ينتج عنه كسر قلعي في الفقرة. يتم تشخيص الكسر عن طريق صورة أشعة سينية .

## التسمية
في أستراليا في ثلاثينيات القرن العشرين، قام رجال بحفر خنادق عميقة عن طريق قذف الطين من 10 إلى 15 قدمًا فوق رؤوسهم باستخدام مجارف طويلة يدوية. بدلاً من انفصال الطين بسهولة، كان الطين اللزج يلتصق أحيانًا بالمجرفة؛ مما يجعلهم يبذلون مجهوداً أكبر وهنا كان العمال يشعرون بألم مفاجئ بين شفرات الكتف يجعلهم غير قادرين على مواصلة العمل.